# Hari-Kuyō

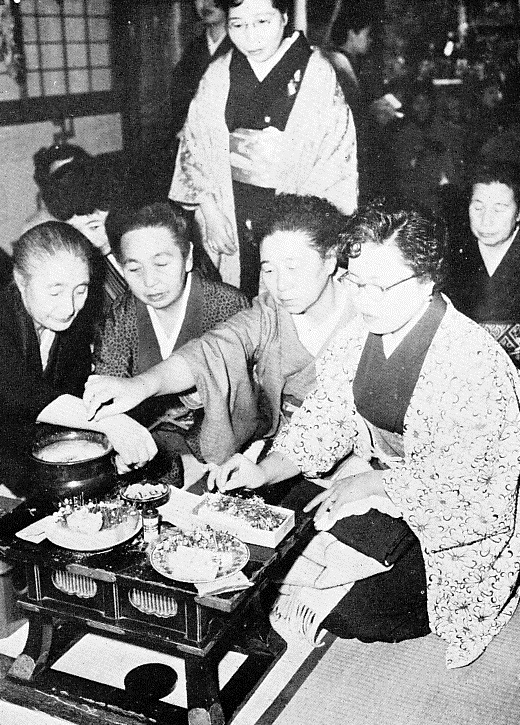
Cerimonia commemorativa degli aghi spezzati, circa 1960

Hari-Kuyō (針供養?, Hari kuyō, trad.: Funzione commemorativa in memoria degli aghi) è un rito buddista e shintoista giapponese che si svolge nei templi e nei santuari l'8 febbraio nella regione di Kantō e l'8 dicembre nella prefettura di Kyoto e nella regione di Kansai, due date che nei vecchi calendari lunari segnavano l'inizio e la fine delle attività agricole.
È celebrato per commemorare gli aghi da cucito e gli spilli inutilizzabili, arrugginiti, piegati o rotti durante l'uso nell'anno precedente, per garantire il loro riposo con un rito funebre, esprimendo gratitudine per il servizio reso, e per chiedere di poter migliorare nel futuro, attraverso le preghiere, le proprie capacità di cucito e raggiungere un successo lavorativo.
È anche definito "funerale degli aghi", "messa dell'ago" o festa dello spillo. Particolarmente popolare nelle scuole femminili, si svolge come sede principale nel santuario di Awashima (淡嶋神社), nella piccola città costiera di Kada, nella città di Wakayama, e in tutti i templi che possiedono una sala dedicata a questa divinità (淡島神).

## Etimologia
Hari (針) significa "ago" e kuyō (供養, letteralmente "fare offerte per nutrire") è una traduzione del sanscrito pūjā पूजा che nel buddismo indiano si riferiva originariamente a rituali di adorazione e di preghiera rivolti ai cosiddetti tre Gioielli: il Buddha, il suo insegnamento (dharma, la via della verità) e la comunità monastica (sangha).

## Storia

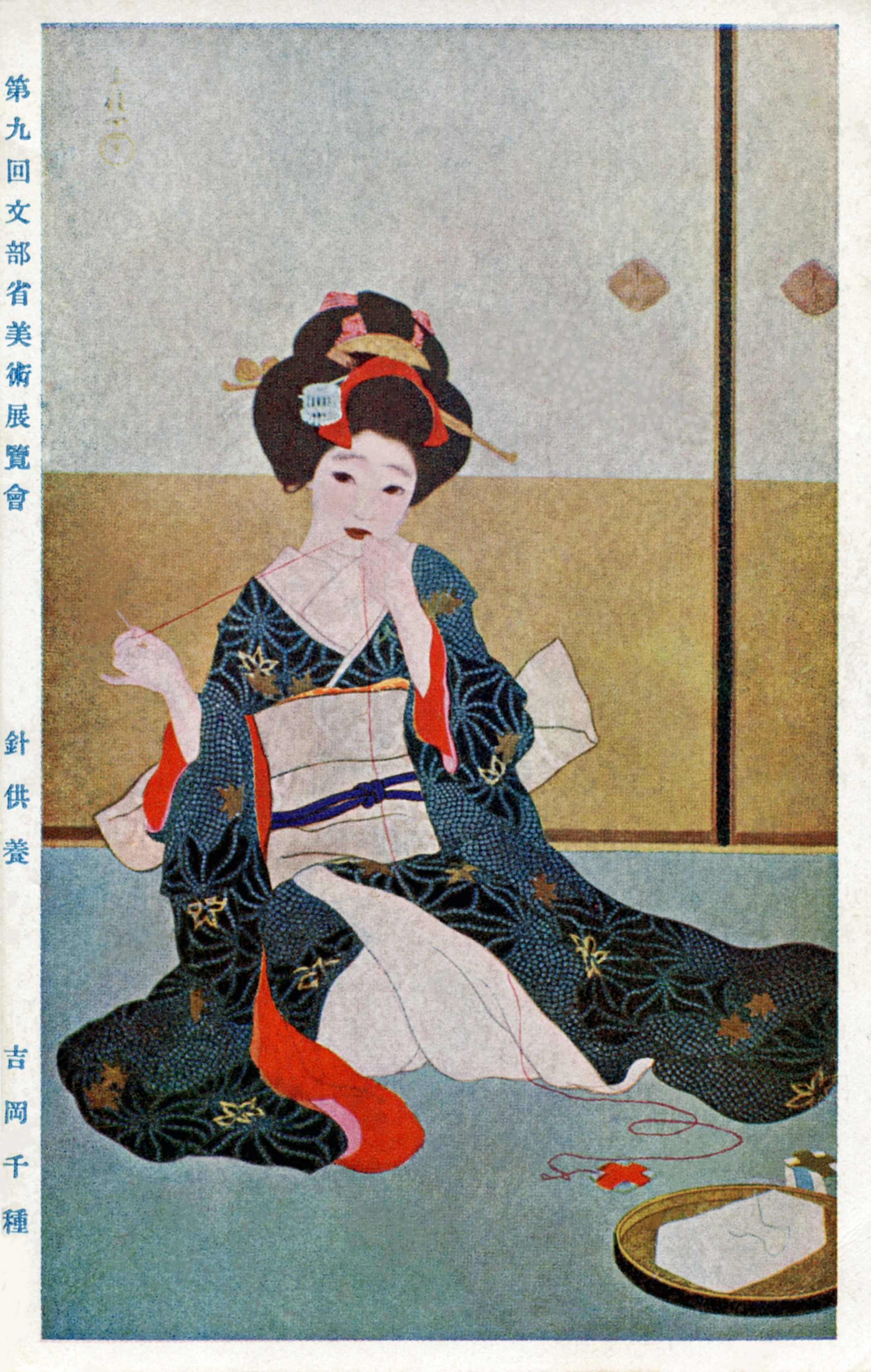
Hari-kuyō (1915) di Kitani Chigusa

Le origini di questo rito sono controverse. Generalmente si ritiene che l'hari-kuyō sia stato praticato fin dall'inizio del periodo Edo e che abbia raggiunto il suo apice a metà dell'era Meiji. Una delle prove citate dagli studi è l'illustrazione di un cerimoniale per aghi dell'artista Makieshi Genzaburo, contenuta nell'Jinrin kinmō zui (人倫訓蒙図彙 Dizionario illustrato della moralità) pubblicato nel 1690.
Alcuni autori ritengono che questo rito derivi da pratiche cinesi introdotte in Giappone durante il periodo Heian e diffuse attraverso il santuario di Awashima a Wakayama, e si riferiscono in particolare ad una festa in vigore durante la dinastia Tang, durante la quale si omaggiavano gli antenati e le divinità agricole e venivano sospese tutte le attività, compreso il cucito.
Altri studi ne collocano le origini in leggende locali. In una di queste viene narrato che una donna, accusata falsamente dalla nuora di aver rubato degli aghi, si sarebbe gettata in mare, affranta da questa infamia. Dopo essersi trasformata nel pesce harisebon (金十千本, trad.: milleaghi), sarebbe saltata fuori dall'acqua e avrebbe morso la suocera sul viso. Da qui sarebbe nata la consuetudine, nelle famiglie con una figlia dedita al cucito, di astenersi dal praticarlo senza avere eseguito una forma di kuyō, nel caso il giorno precedente il mare si fosse presentato particolarmente agitato.
La maggior parte degli autori si sofferma sul legame tra l'hari kuyō e il culto della divinità Awashima, venerata principalmente nel santuario di Awashima (淡島神社) sulla baia di Kada nella penisola di Kii, prefettura di Wakayama.

### Il santuario di Awashima

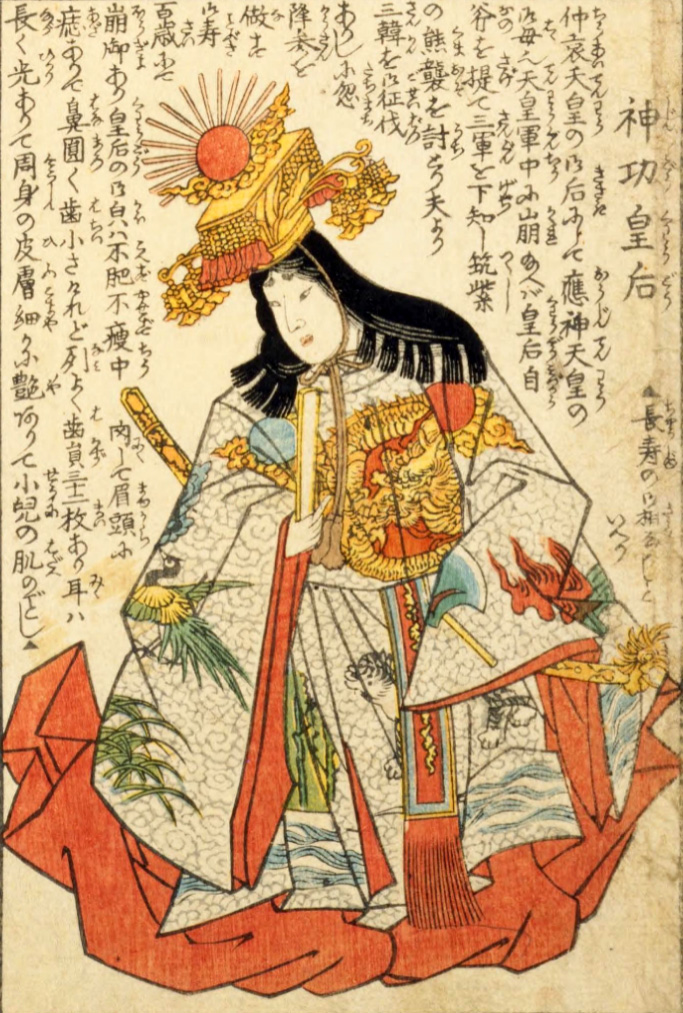
L'imperatrice Jingū

Nei tempi antichi nella baia di Kada si veneravano due divinità: Sukunahikona-no Mikoto (少彦名命), dio della medicina e della conoscenza e Ōnamuchi-no Mikoto (大己貴命), dio dell'agricoltura. Sukunahikona, venerato come il protettore dei pescatori e dei marinai, era un kami nativo, "traccia" manifesta di una divinità buddhista indiana, il bodhisattva Kokuzo.
Le diverse leggende che raccontano l'origine di Awashima hanno come nucleo centrale le vicissitudini dell'imperatrice Jingū (201-269), che di ritorno dalla Corea, dove aveva guidato l'esercito imperiale, a causa del mare agitato o, in un'altra versione, dei dolori della gravidanza, avrebbe trovato riparo nell'isola di Tomogashima, di fronte alla baia di Kada. Per riconoscenza, avrebbe offerto una parte del tesoro che portava con sé alle divinità locali.
Il luogo in cui esse venivano venerate sarebbe stato in seguito trasferito, per comodità, sulla baia di Kada, dove sorse un tempio. Oltre alle due divinità già venerate, si sarebbe aggiunta la stessa imperatrice (Okinagatarashihime no Mikoto 気長足姫尊), alla quale, in molti testi del XVIII e XIX secolo, sarebbe stato riconosciuto il potere di guarire le malattie femminili.
In un'altra leggenda, Awashima sarebbe indicata come la moglie del dio Sumiyoshi 住吉, cacciata da questi a causa di malattie che l'avevano colpita nella parte inferiore del corpo, e poi divenuta la divinità a cui le donne si rivolgevano per disturbi ginecologici. Il suo nome, 婆利塞女, leggibile come Harisaijo o Harisainyo, evocherebbe nella sua prima parte il termine Hari, "ago".

Menzionato già all'inizio del X secolo nell'Engishiki con il nome di Kada Jinja, alla fine del XV secolo, con la costruzione di un tempio buddista, il santuario sulla baia di Kada sarebbe diventato il luogo di culto di Awashima Myojin, una forma combinata di divinità, risultato della fusione di più entità sacre, tra cui Sukunabikona e Ōnamuchi, e si sarebbe sviluppato come un centro di sincretismo shinto-buddhistico specificamente rivolto alle donne.

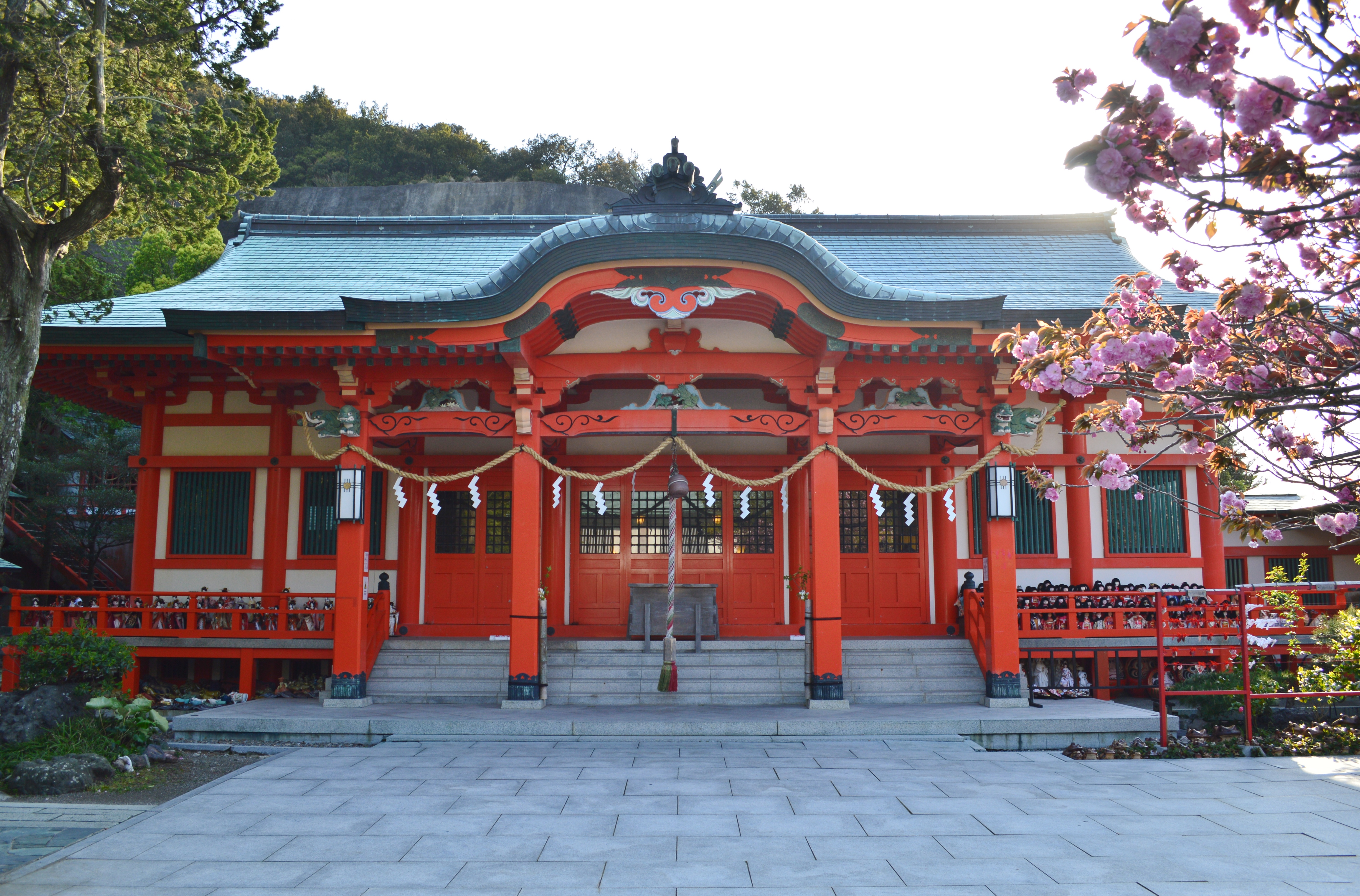
Santuario di Awashima, prefettura di Wakayama

Awashima venne venerata per i suoi poteri di guarigione di disturbi che riguardano le donne, come la leucorrea e l'infertilità, e per l'esaudimento di preghiere per un buon matrimonio, il concepimento e un parto sicuro.
Il culto si sarebbe diffuso dal santuario di Wakayama a tutto il paese attraverso i monaci e le monache erranti devoti a questa divinità, chiamati Awashima gannin 淡島原頁人, ai quali le donne erano solite consegnare aghi rotti e indumenti contaminati. Durante i loro viaggi, da Tōhoku a Kyūshū, gli Awashima gannin recitavano sutra e raccontavano storie sulle origini e le virtù della divinità, trasportando tempietti portatili ai quali le fedeli rivolgevano preghiere e offerte - tra cui bambole hina, pettini e forcine - per una gravidanza priva di problemi e per la protezione dalle malattie.
Non è chiaro esattamente quando siano iniziati i riti hari-kuyō, di cui si ha sicura menzione alla fine del XVII secolo. Il santuario di Awashima a Wakayama, dove dopo la purificazione rituale e le preghiere di ringraziamento gli aghi vengono sepolti in un tumulo ad essi dedicato (hari zuka), è anche il luogo di svolgimento di un altro importante rito kuyō, il più famoso del Giappone: il ningyō kuyō 人形供養, rito di commemorazione delle bambole. Esso trarrebbe origine dalla cerimonia hina-nagashi 雛流し, celebrata il terzo giorno del terzo mese dell'anno, durante la quale i devoti offrivano alla divinità delle bambole, considerate strumenti rituali e talismani, fatte galleggiare in mare su barche di legno realizzate appositamente.

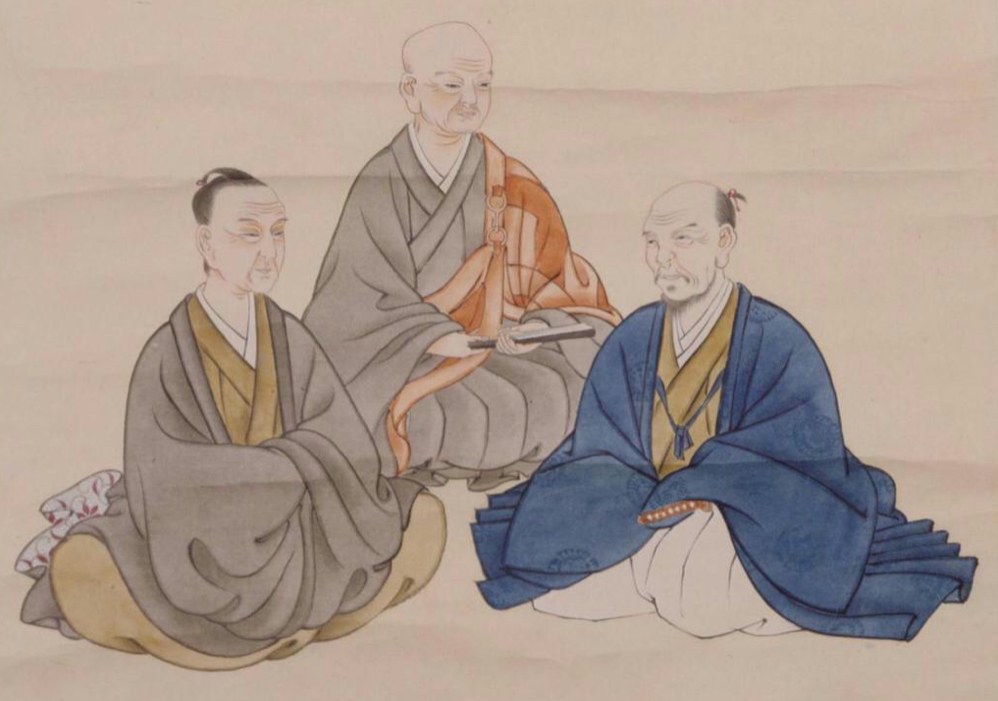
Norinaga Motoori, Keichū e Mabuchi Kamo sono ritenuti i tre principali esponenti della scuola Kokugaku ("studi nativi")

Secondo lo studioso giapponese Washimi Sadanobu il rito commemorativo degli aghi potrebbe essere nato nel santuario di Awashima come variante di questa cerimonia, le cui origini sono collocate da alcuni autori nel periodo Heian, e a suo parere ne rafforzerebbero l'ipotesi le leggende secondo cui Sukunabikona avrebbe inventato l'arte del cucito.
In un testo di Shijidō Kigen pubblicato nel 1713, Kokkei zōdan (滑稽雑談, Storie divertenti), nel raccontare la festa di Awashima (Awashima matsuri) viene indicato un racconto popolare in cui la divinità è chiamata "Ago celeste" (Harisai Tennyo, 婆利塞天女).
Lo studioso Fabio Rambelli ritiene che l'hari-kuyō sia il risultato dell''incontro di diverse tradizioni e riti: la cerimonia delle bambole hina, i riti folklorici legati al calendario agricolo nel periodo Edo, fondati sulla religione popolare cinese, e la dottrina buddhista della salvezza. Secondo Rambelli, nel periodo Tokugawa (1603-1868) il culto degli aghi, simbolo del lavoro femminile, avrebbe subito un attacco da parte dei nativisti moderni (kokugaku) che si opposero al culto di Awashima sia per centralità assegnata alle donne, che per il suo legame con il buddhismo, aprendo la strada in età moderna alla diffusione di rituali commemorativi simili per altri oggetti.

## Modalità di svolgimento del rito
Nel passato gli aghi usati, conficcati in un blocco di tofu, in una torta di riso o in un'altra sostanza morbida come il konnyaku, un tipo di gelatina, in modo da rendere confortevole il loro viaggio finale dopo una vita di duro lavoro, venivano portati al tempio dove un monaco recitava un sutra e porgeva una benedizione, oppure, in alcune regioni, venivano lasciati galleggiare su un fiume o in mare.
Alcune testimonianze riferiscono che il rito non si svolgesse in una data fissa, ma quando gli aghi diventavano inutilizzabili, e che venisse eseguito anche nelle abitazioni private e sul posto di lavoro.

Tra quelli destinati al rito, un tempo erano compresi anche gli aghi usati per l'agopuntura, per i tatuaggi o per cucire i tatami, così come gli ami da pesca e gli aghi da iniezione, una consuetudine che, anche per motivi sanitari, è andata via via riducendosi nel corso del tempo.

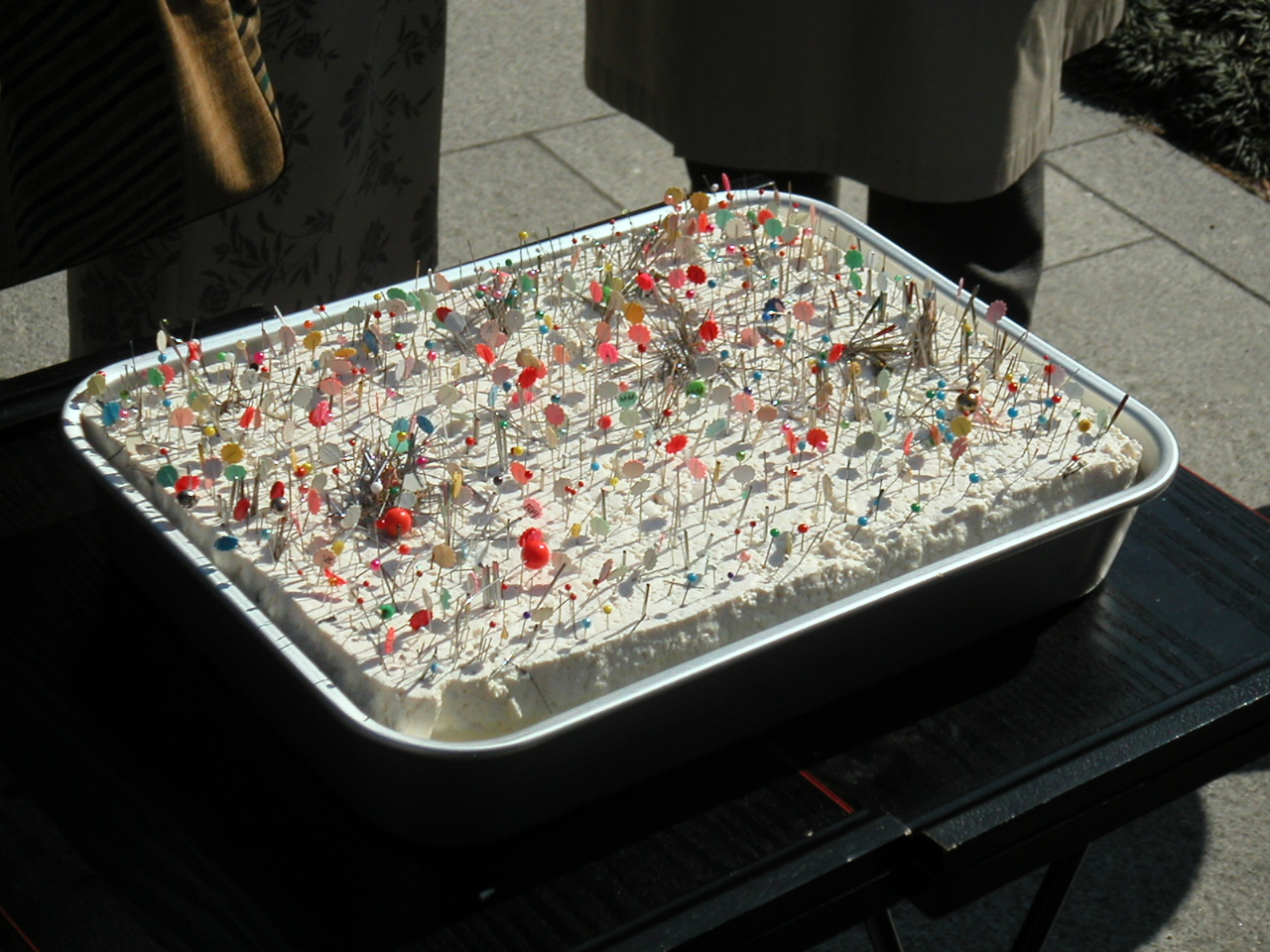
Aghi conficcati nel tofu, 2004

Tradizionalmente, non si faceva o non si fa nessun lavoro di cucito nel giorno dell'hari kuyō.
Le diversità regionali e religiose (i riti eseguiti nei santuari shintoisti e nei templi buddisti seguono ognuno il proprio vocabolario dottrinale e la propria forma rituale) e i diversi officianti (possessori degli oggetti, organizzazioni commerciali, turisti, ecc.) determinano il contenuto e lo svolgimento del rito, variabile da tempio a tempio.
Nella commemorazione che si svolge nel tempio Sensō-ji di Tokyo, le persone presenti, per lo più donne, infilano i loro aghi in blocchi di tofu posti sui tavolini "con un sentimento di gratitudine" (kansha no kimochi), fanno la fila davanti ad una pietra commemorativa eretta nel 1982 di fronte alla sala Awashima da un'organizzazione professionale di cucito (Tokyo Wafuku Saiho Kyoshikai, 東京和服裁縫教師会) e dopo aver fatto un'offerta in denaro, bruciano l'incenso, uniscono le mani e chinano la testa in preghiera.
Prendono poi posto sui tatami nella sala del tempio e a un'ora prestabilita ha avvio la cerimonia con la recita dei sutra da parte di una decina di monaci in vestiti colorati che fanno il loro ingresso recando piatti color oro da cui pendono tre corde: una arancione, una bianca e una verde. Terminato il rituale, i monaci seppelliscono gli aghi in un terreno del tempio, "restituendoli alla terra".
Diversi autori evidenziano l' "umanizzazione" dei riti commemorativi degli oggetti, che si svolgono seguendo lo schema: nascita (produzione), vita (uso, funzione), morte (esaurimento, dismissione), seppellimento o cremazione (smaltimento).
Nell'hari kuyō che si svolge ogni anno al santuario Hataeda-bari 巾番枝金十 nel nord di Kyoto, i partecipanti accompagnano il rito con canzoni, come la seguente Canzone di gratitudine per gli aghi (針に感謝するうた), con cui ringraziano ripetutamente questi strumenti per il servizio reso:
針さん針さん有難う

皆で針さん拝みましょう何時何時までも

針々々上»
Grazie aghi

Preghiamo tutti gli aghi sempre e per sempre

aghi aghi aghi»

## Significato dei riti
Molti studi sottolineano come alla base delle funzioni commemorative dedicate a oggetti inanimati, come gli aghi, vi sia un sistema di credenze "ancestrali" secondo cui i confini tra esseri umani, piante, animali e cose sono fluidi, "tutti inesorabilmente coinvolti in un ciclo infinito di nascita, morte e rinascita".

Il concetto religioso del somoku jobutsu 草木成仏 (letteralmente “l'illuminazione di erbe e alberi”), ossia la convinzione che anche esseri non senzienti possano raggiungere la buddhità, è un'idea rintracciabile in alcuni pensatori buddisti giapponesi come Kūkai (774-835), fondatore della scuola Shingon e Dogen (1200-1253), fondatore della scuola Zen Sōtō.

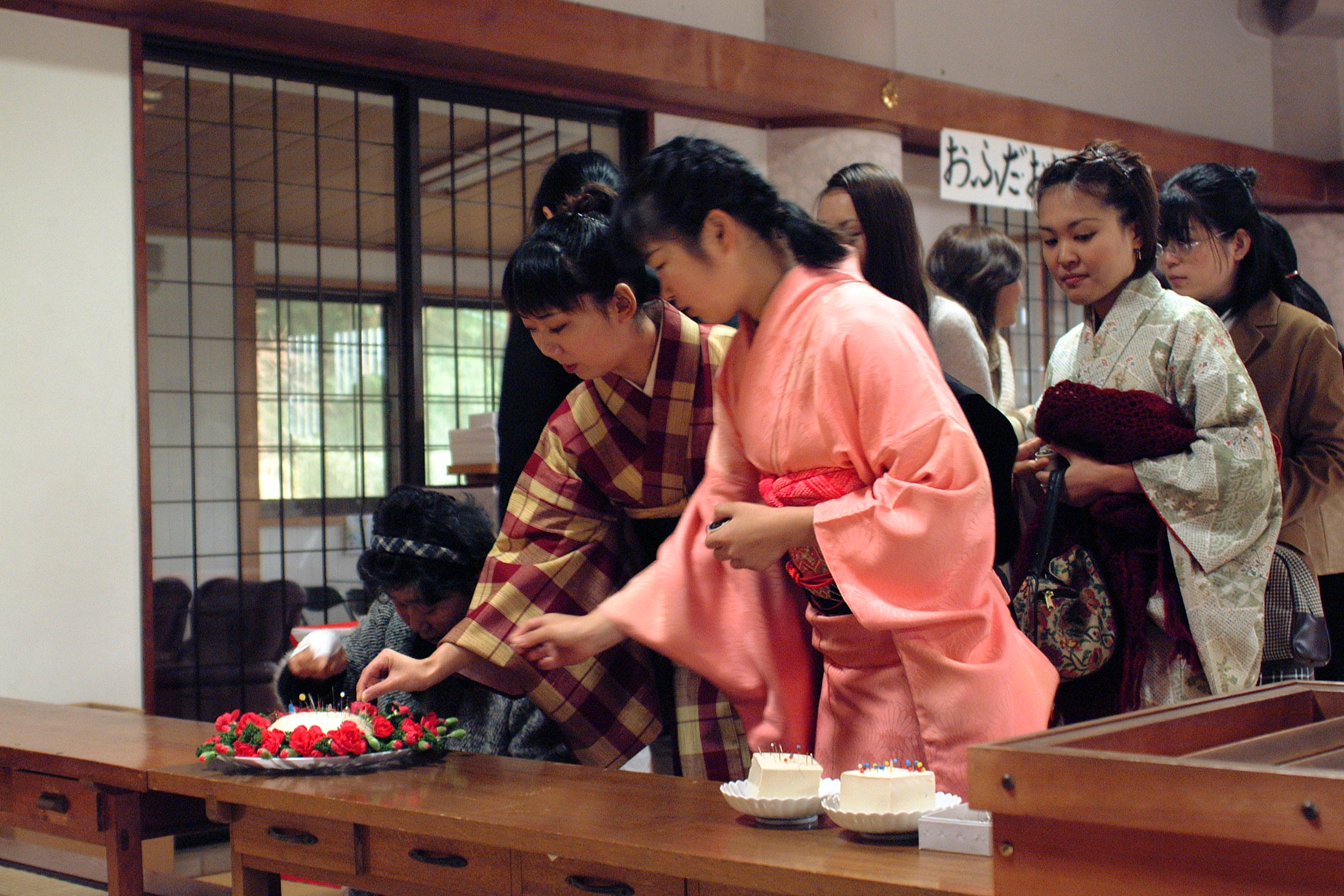
Hari-kuyō nel Santuario di Awashima

Tale concezione attribuisce agli oggetti, come agli esseri viventi, la possibilità di rinascere in altre forme, e sostiene che la loro "morte" necessiti di essere trattata con particolare attenzione e rispetto, riconoscendo e onorando il ruolo sociale che essi hanno svolto.
Secondo la studiosa Angelika Kretschmer l'argomentazione del somoku jobutsu non sarebbe sostenuta da sufficienti prove, non esistendo riscontri dell'esistenza di tali riti prima del periodo Edo; risulterebbe inoltre estranea alle motivazioni dei praticanti dei riti kuyō per oggetti inanimati che si svolgono in età contemporanea e che risultano dedicati non alle piante, ma ad oggetti di fattura umana, con i quali gli officianti intrattengono un rapporto affettivo e che, soprattutto nel caso degli strumenti di lavoro, vengono percepiti come un'estensione del corpo del loro possessore.
Lo studioso Fabio Rambelli, riferendosi a precedenti ricerche sociologiche e interviste effettuate ai partecipanti di questi rituali per conoscere le loro convinzioni in merito alla "vita" degli oggetti, sottolinea la mancanza di uniformità di vedute, evidenziando l'ampia varietà di risposte, che va dall'agnosticismo al totale riconoscimento della presenza di un'anima negli oggetti commemorati.

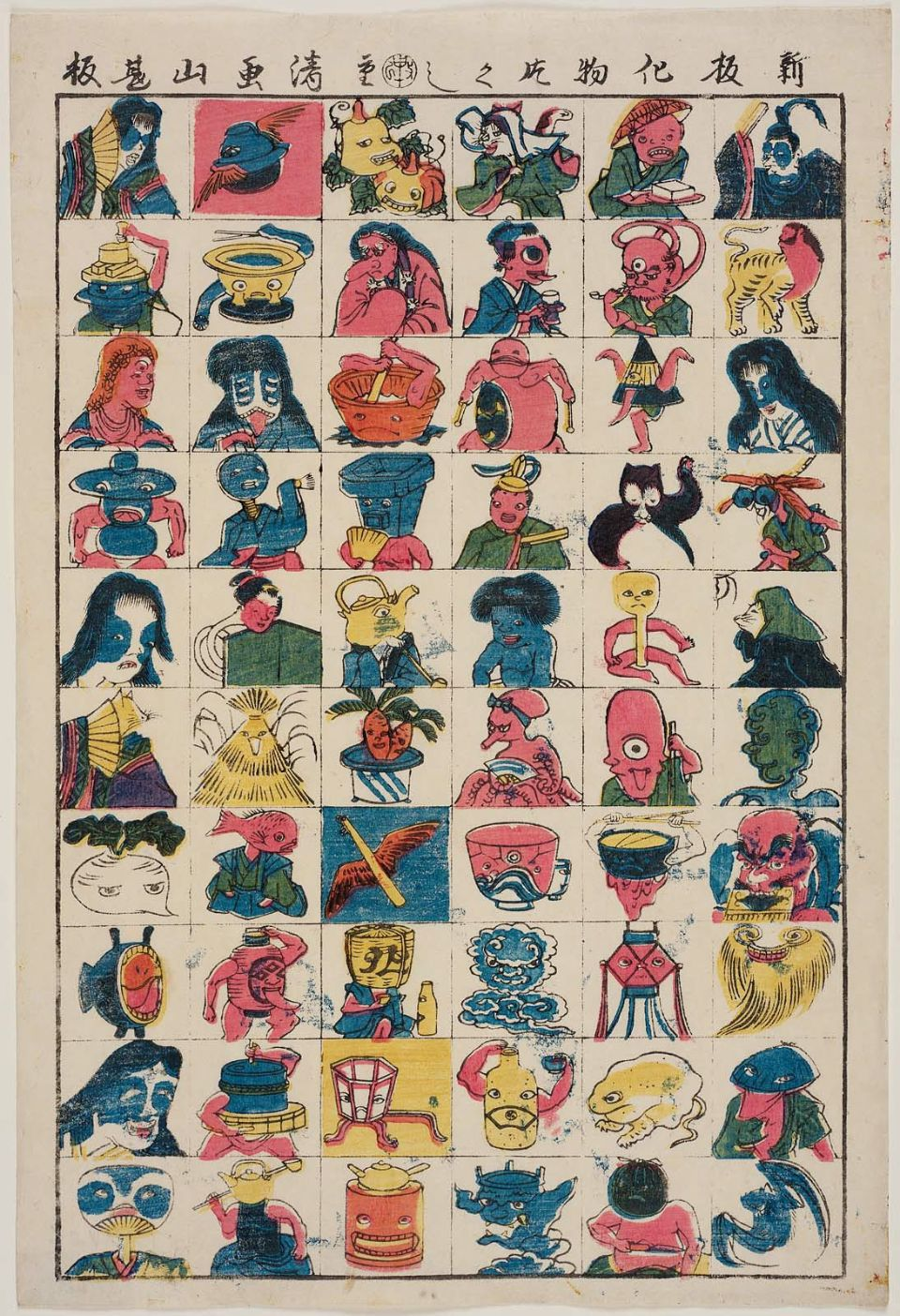
Una nuova collezione di mostri, 新板化物つくし, xilografia, 1860

Alcuni etnologi giapponesi preferiscono ricondurre l'origine dei kuyō per oggetti inanimati alle antiche credenze animiste legate al timore di una maledizione (tatari), che indurrebbero a placare con opportuni riti lo spirito latente presente in ogni oggetto scartato, per evitare che esso possa rivoltarsi con intenti malvagi su chi lo ha usato.
L'identificazione degli oggetti con spiriti maligni o con "spettri" (tsukumogami), diffusasi soprattutto durante il periodo Muromachi, è stata messa in correlazione da alcuni studiosi ai processi di crescente mercificazione, all' "impatto sulla società urbana giapponese di forme di proto-capitalismo", che avrebbero indotto le istituzioni religiose a intervenire, per consolidare il proprio ruolo, riassegnando importanza a concetti preesistenti sulla natura intrinsecamente animata degli oggetti, de-mercificandoli e sacralizzando il rapporto con i loro possessori.
William LaFleur, autore di studi interdisciplinari su buddhismo e cultura giapponese, ha messo in evidenza il lato consumistico e affettivo che caratterizza, nella ritualità, la relazione oggetti/possessori: l' "umanizzazione" degli oggetti deriverebbe dall'intimità del rapporto stabilito con essi, al quale non sarebbero estranee considerazioni di tipo economico, ma anche culturale, improntate al rifiuto di comportamenti di spreco, all'uso sconsiderato delle "cose".
Un altro concetto messo in relazione all'hari kuyō è infatti quello di mottainai (ない, trad.: spreco), secondo il quale i praticanti si recherebbero nei santuari shintoisti e nei templi buddisti per onorare il duro lavoro degli aghi e per ringraziarli del servizio reso, in linea con la filosofia del "non sprecare" o "rendere onore alle piccole cose".

## Uso e simbolismo degli aghi

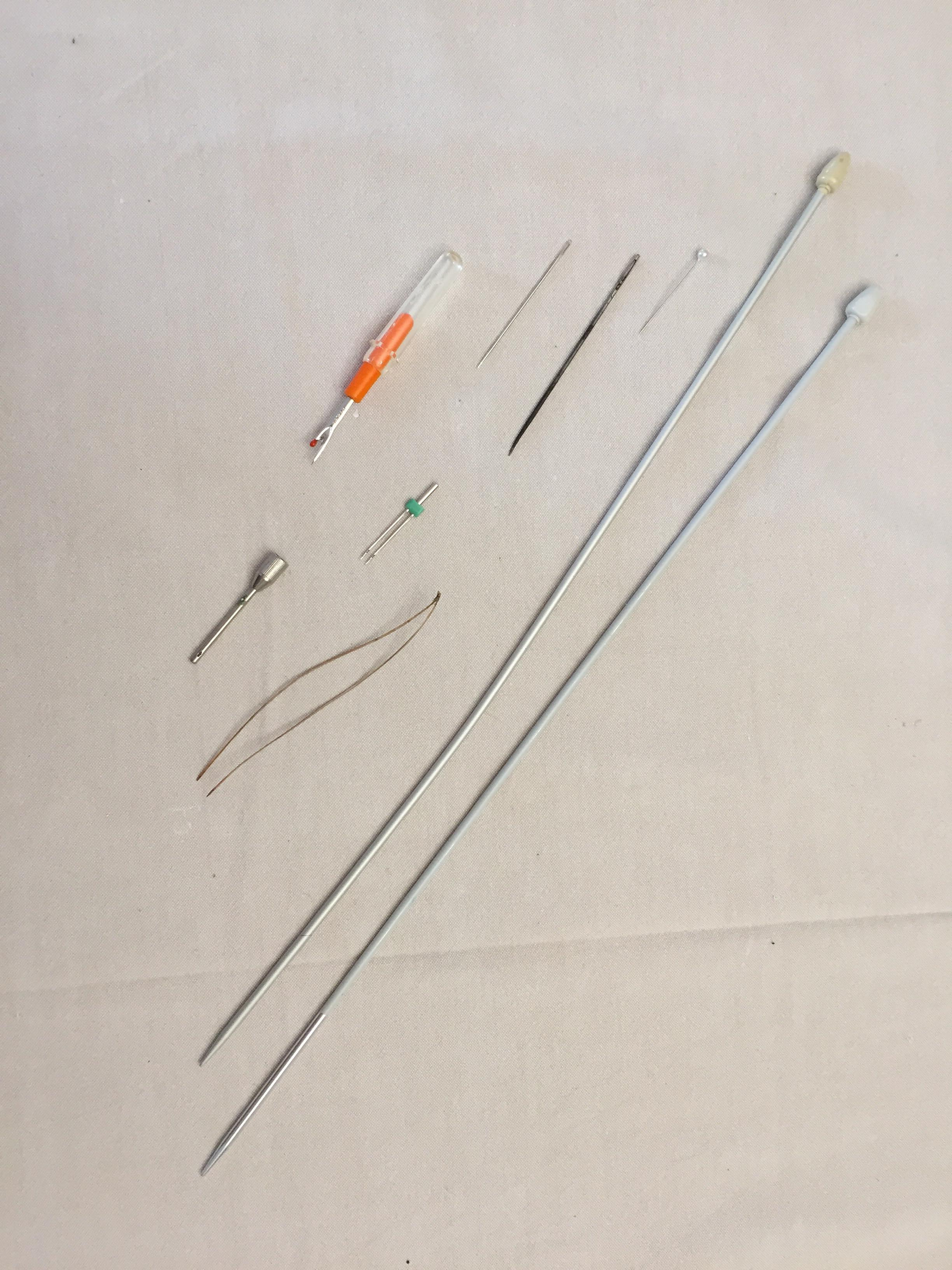
Alcuni tipi di aghi

Nel suo studio sulla rete di credenze e di pratiche associate agli aghi, tra i primi oggetti ad essere onorati dal kuyō nella cultura giapponese, la studiosa statunitense Christine Guth ha sottolineato come, pur essendo variegata la loro funzione di utilizzo - esistevano aghi per l'agopuntura, aghi per orologi e aghi da cucito - si sia affermata, nonostante la pluralità di soggetti per i quali essi rappresentavano un'occupazione e una fonte di sostentamento, una "rappresentazione prescrittiva del genere".
L'ago avrebbe finito con l'essere identificato con le donne e l'ambiente domestico, caratterizzando l'identità femminile, individuale e collettiva. In particolare, l'abilità di utilizzo di questo strumento nella realizzazione e cura degli indumenti per il nucleo familiare sarebbe stata ritenuta parte essenziale dei doveri richiesti ad una donna, specie se sposata, determinandone il valore "come donna".
Nello stesso tempo il ricamo avrebbe rappresentato per le donne, secondo Guth, un'occasione per esprimere il proprio talento creativo e per guadagnare un ruolo sociale positivo, rendere evidente il loro lavoro. In questa attività aghi e ricamatrici "si configuravano a vicenda": i primi routinizzavano la quotidianità delle donne, mentre queste ultime ne detenevano la proprietà e li rendevano strumenti delle loro creazioni. Anche la rottura di un ago assumeva una doppia valenza: simbolo di interruzione di un lavoro ripetitivo, di una fatica associata ad un ruolo sociale, ma anche cessazione di un rapporto empatico con uno strumento "investito di significato biografico".
Interrogandosi sulle ragioni dell'istituzionalizzazione del santuario di Kada Awashima come sito principale dell'hari kuyō, Guth ne attribuisce l'origine al legame esistente tra la divinità della salute femminile, lì venerata, e le caratteristiche fisiche (forma fallica) e i poteri riproduttivi attribuiti all'ago (il simbolismo dell'accoppiamento sessuale rappresentato dall'atto di cucire), posti fin dall'età medievale in relazione alle donne e alla gravidanza: "la capacità dell'ago di passare sia dentro che fuori da spazi ristretti si prestava all'identificazione sia con la penetrazione fallica che con il passaggio del neonato attraverso il canale del parto."
Attraverso il cucito, caratterizzato dall'alternanza di "pressione e rilascio, afferrare e manipolare, persino accarezzare", analoga ai movimenti e alle esperienze del corpo femminile durante la gravidanza, aghi e donne "si costituivano l'un l'altro fisicamente".

## Pratiche contemporanee

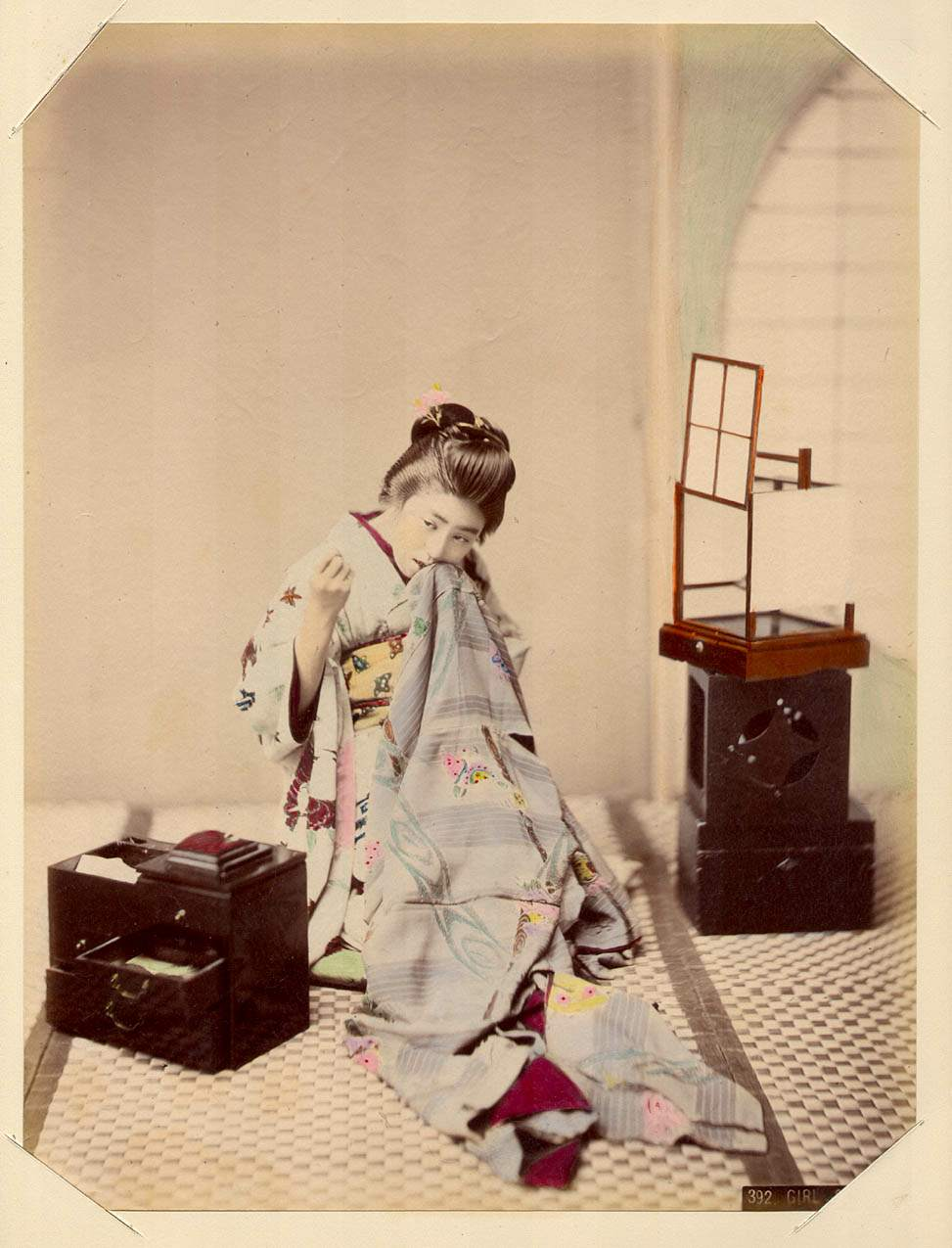
Ragazza che cuce una giacca a maniche lunghe, periodo Meiji

Nel corso del tempo l'importanza dell'hari-kuyō è diminuita. Nel XX secolo l'usanza è ancora regolarmente osservata nelle scuole di cucito e nelle scuole femminili, da parte di persone che svolgono regolarmente questo tipo di lavoro, sia come professione che come hobby, o da parte di organizzazioni professionali del settore della sartoria.
Si ritiene che siano proprio queste ultime ad avere rivitalizzato questa pratica, contribuendo a tenerla in vita anche nel XXI secolo. La celebrazione dell'hari-kuyō in aziende e scuole di cucito con la presenza di un sacerdote buddista, anziché nei santuari, è una variante sempre più praticata.

### Nuovi tipi dikuyō
In concomitanza con la crescita economica e il protagonismo delle associazioni commerciali, si è progressivamente allargato il campo degli oggetti commemorati, fino a comprendere bacchette, bastoni per ciechi, ventagli per ballerini, coltelli da intaglio, fruste da tè (chasen), bambole, biciclette, pennelli, amuleti, kimono e obi, vecchi orologi, cartoline e persino vecchi computer e software.
Numerosi gruppi professionali hanno istituito riti kuyō per omaggiare gli strumenti del mestiere, pregare per il successo aziendale, rafforzare il legame tra i membri. A partire dalla fine degli anni quaranta del Novecento, alcune categorie professionali hanno eretto pietre naturali commemorative, come quelle visibili nel parco di Ueno a Tokyo: quella posta da un gruppo di attori kabuki porta incisa l'immagine di ventagli pieghevoli, quella di un gruppo di musicisti ha impressa un'immagine di corde di strumenti musicali, mentre alcune associazioni di ottici e produttori di lenti hanno eretto il monumento agli occhiali, no hi めがねの石卑.
Nel 1977 la parrucchiera Yamano Aiko (1909-1995), pioniera nell'industria giapponese di prodotti di bellezza, ha istituito un nuovo rito kuyō per le forbici che si tiene annualmente il 3 agosto al tempio Zojoji a Shiba, Tokyo.
La maggior parte degli oggetti al termine della cerimonia viene sepolta o bruciata, ponendo in alcuni casi seri problemi di smaltimento. Il santuario di Awashima Kada a Wakayama, in cui si svolge il più famoso ningyō kuyō 人形供養 (memoriale per le bambole) del Giappone, ha dovuto rivedere la scelta di invio all'inceneritore delle circa 300.000 bambole ricevute ogni anno, perché l'aumentato numero di bambole in stile occidentale contenenti cloruro di vinile, generatore di diossina nella combustione, ha sollevato un forte allarme tra la popolazione; i rischi per la salute hanno spinto verso la pratica del riciclo anziché verso l'eliminazione degli oggetti scartati.
Un posto rilevante all'interno dei kuyō occupano le cerimonie funebri per i feti abortiti o per i bambini nati morti (水子供養?, Mizuko kuyō, trad. lett.: Cerimonia commemorativa del bambino dell'acqua) e quelle per gli animali domestici (pet kuyō ペット供養).

## Templi e santuari

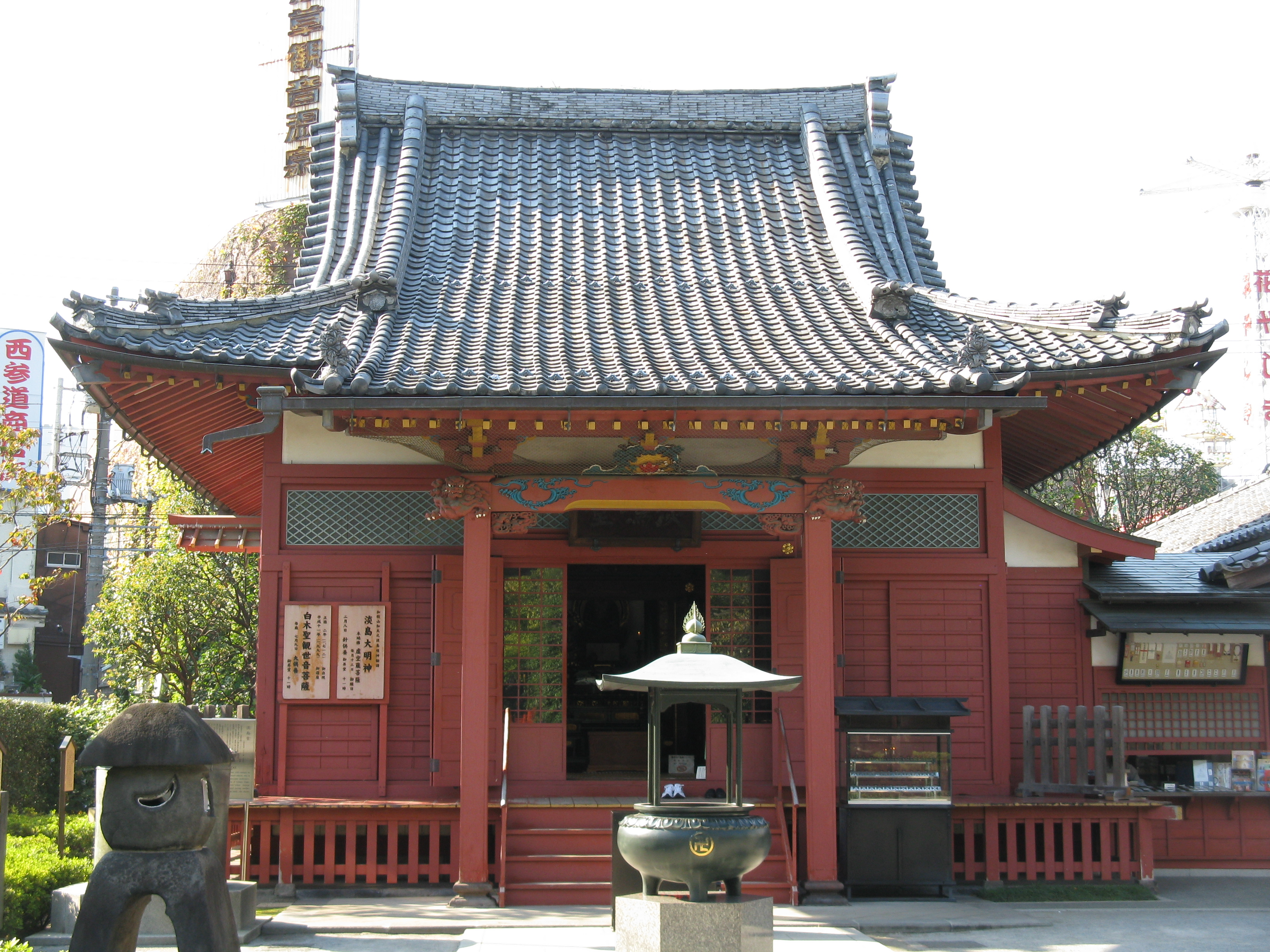
Sala Awashimadō nel tempio Sensō-ji di Tokyo

Lo studioso Fabio Rambelli riporta come alla fine del periodo Edo, le fonti indicassero l'esistenza di circa 3.000 sale Awashima, "pesantemente prese di mira" nei primi anni Meiji durante le persecuzioni anti-buddiste. Nel corso del XX secolo ne sarebbero state ricostruite alcune, come quella di Sensoji, situate all'interno di templi buddisti.
I principali templi e saltuari in cui all'inizio del XXI secolo si svolge l'hari-kuyō sono:
- Santuario di Awashima (Kada, città di Wakayama)[35]
- Tempio Sensō-ji (quartiere Taito, Tokyo)[76]
- Shojuin (Shinjuku-ku, Tokyo)[77]
- Tempio Moriganji, Awashimado (quartiere Setagaya, Tokyo)[78]
- Santuario Tomioka Hachimangu/Santuario Awashima (Tomioka, quartiere Koto, Tokyo)[39]
- Tempio Hōrin-ji ad Arashiyama, prefettura di Kyoto[18][60]
- Santuario Hataeda Hachimangu (Kyoto)[39]
- Santuario Takenobu Inari (Kyoto)[18]
- Santuario Tenmangū (Kibisha) di Osaka[18]
- Tempio Taiheiji di Osaka[79]
- Santuario Egara Tenjin (Nikaido, città di Kamakura)[80]